# Tatjana Wladimirowna Tschernigowskaja

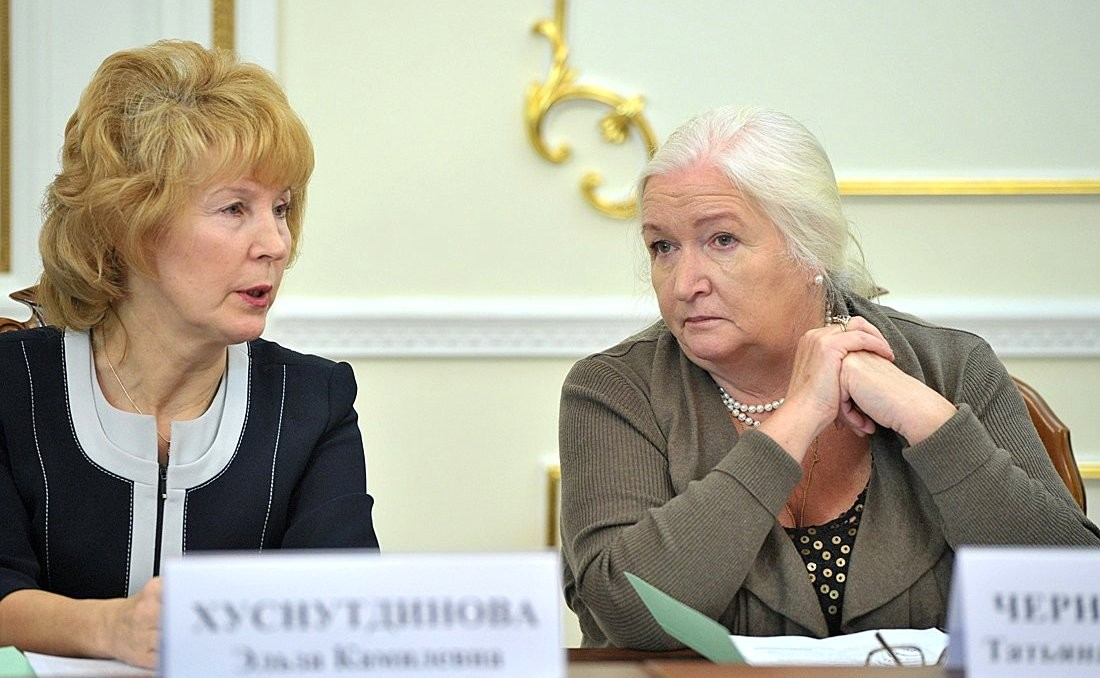
Tatjana Wladimirowna Tschernigowskaja (2012)

Tatjana Wladimirowna Tschernigowskaja (russisch Татьяна Владимировна Черниговская; * 7. Februar 1947 in Leningrad) ist eine sowjetische bzw. russische Psycholinguistin und Hochschullehrerin.

## Leben
Tschernigowskaja, Tochter eines Physikers und einer Computer-Linguistin und Schwiegertochter des Physiologen Wladimir Tschernigowski, studierte an der Universität Leningrad in der Anglistik-Abteilung der Philologie-Fakultät.
Im Leningrader Setschenow-Institut für Physiologie der Evolution und Biochemie (IEFB) der Akademie der Wissenschaften der UdSSR (AN-SSSR, seit 1991 Russische Akademie der Wissenschaften (RAN)) spezialisierte sich Tschernigowskaja als Aspirantin auf experimentelle Phonetik. Ab 1972 war sie dort wissenschaftliche Mitarbeiterin bis 1998. Ihre Dissertation über die Besonderheiten der menschlichen Wahrnehmung der niederfrequenten Amplitudenmodulation des Schalls und die Kennzeichen der Amplitudenmodulation der Sprache verteidigte sie 1977 mit Erfolg für die Promotion zur Kandidatin der biologischen Wissenschaften.
Im IEFB arbeitete Tschernigowskaja in den Laboratorien für Bioakustik, Funktionale Gehirnasymmetrie und Vergleichende Physiologie des Sensorischen Systems. Sie verteidigte 1993 ihre Doktor-Dissertation über physiologische und neurolinguistische Aspekte der Evolution der Sprach- und Kognitionsfunktionen mit Erfolg für die Promotion zur Doktorin der biologischen Wissenschaften.
Tschernigowskaja wurde 1995 Professorin der Universität St. Petersburg (SPbGU) und Leiterin des Lehrstuhls für Allgemeine Linguistik. Sie wurde Vizedirektorin des NBIK-Zentrums (für Nanotechnik, Biotechnik, Informationstechnik und Kognitionstechnik) des Moskauer Kurtschatow-Instituts. Sie leitet nun den Lehrstuhl für Konvergenzprobleme von Naturwissenschaft und Geisteswissenschaft. Sie ist Direktorin des Instituts für Kognitionsforschung. Seit 2019 gehört sie zum Büro des Wissenschaftsrats für Methodologie der Künstlichen Intelligenz der RAN. Seit 2006 ist sie auswärtiges Mitglied der Norwegischen Akademie der Wissenschaften.

## Ehrungen, Preise
- Verdiente Wissenschaftlerin der Russischen Föderation (2010)
- Goldmedaille für hervorragende Erfolge der Verbreitung wissenschaftlicher Erkenntnisse der RAN (2017)
- Verdiente Hochschularbeiterin der Russischen Föderation
- Preis der Regierung St. Petersburgs für hervorragende Ergebnisse im Bereich Wissenschaft und Technik (2021)
- Wygotski-Medaille des russischen Bildungsministeriums (2022)